# Крёстный отец (роман)
«Крёстный отец» (англ. The Godfather) — роман Марио Пьюзо, изданный в 1969 году и рассказывающий о жизни одного из могущественных мафиозных кланов Америки — семье дона Корлеоне. На русском языке впервые опубликован в журнале «Знамя» (1987, № 10, 11, 12; перевод Марии Кан и Александры Ильф). В 1972 году произведение экранизировано Фрэнсисом Фордом Копполой. Входит в американскую версию «100 лучших детективных романов всех времен».

## Сюжет
Мальчика Вито Андолини после гибели его отца родственники переправили из Сицилии в США. Он взял себе новое имя — Корлеоне. Товарищи Клеменца и Тессио втянули его в преступную деятельность. Вместе они ограбили фургон с готовым платьем, но местный преступник Фануччи, узнав об этом, потребовал мзду. Корлеоне для вида согласился с его требованиями и передал ему деньги, но затем убил Фануччи. Тем самым Корлеоне приобрёл авторитет у местных жителей, начавших обращаться к нему со своими проблемами. За несколько лет Корлеоне создал мафиозный клан и неуклонно расширял свою империю. Его легальный бизнес — поставка оливкового масла, однако общий контроль клана Корлеоне простирается на многие сферы, включая властные и силовые структуры.
25 августа 1945 года. Особняк дона Вито Корлеоне полон гостей: лидер самого влиятельного в Нью-Йорке мафиозного клана выдаёт замуж дочь Констанцию (Конни). Кроме неё у главы семьи есть сыновья — Сантино (Сонни), считающийся вероятным преемником Крёстного отца; Фредерико (Фред), преданный общему делу, но не обладающий смелостью старшего брата; Майкл, выбравший для себя другую стезю — вопреки недовольству отца он с началом вступления США в войну поступил добровольцем в морскую пехоту, воевал, после демобилизации по ранению поступил в Дартмутский университет.
Вскоре после свадебных торжеств дон Корлеоне принимает мафиози Вергилия Солоццо. Тот собирается продавать в США наркотики и просит Крёстного отца дать ему взаймы денег и обеспечить прикрытие со стороны судей, политиков и полицейских, подконтрольных Корлеоне. Дон отвечает отказом. Солоццо устраивает покушение на дона Вито, но тот остаётся в живых. Он рассчитывает, что после смерти неуступчивого дона власть в семье Корлеоне перейдёт к более сговорчивому и менее опытному Сонни, который не решится вступить в войну с «пятью семьями» американской мафии, стоящих за спиной Солоццо. Майкл, не имеющий понятия о происходящем, приходит в больницу навестить отца и с ужасом застаёт его совсем одного: полиция арестовала охранников из числа людей Корлеоне и убрала свою охрану. Очевидно, что полиция подкуплена, чтобы дона могли спокойно убить. Майклу и подошедшему пекарю Энцо, которому дон помог остаться в Америке, удаётся отпугнуть боевиков Солоццо. Прибывший капитан полиции Макклоски объявляет, что приказал убрать охрану, Майкл вступает с ним в перепалку и капитан ударом в лицо калечит Майкла.
Таким образом Майкл волей-неволей оказывается втянутым в семейные дела. Сонни сообщает, что Корлеоне отомстили за покушение на дона, убив сына дона Таттальи, главного союзника Солоццо. Майкл, истинный сын дона, понимает, что надо срочно разобраться с Солоццо, который тоже находится в безвыходном положении после провала покушения и поэтому слишком опасен: он неминуемо убьёт отца, в противном случае с ним расправятся вчерашние союзники. Но Солоццо везде ходит с капитаном Макклоски, понимая, что в Нью-Йорке офицер полиции неприкасаем. Неожиданно для всех, Майкл предлагает дерзкий план: поскольку он раньше не был замешан в криминальных делах семьи и не воспринимается как человек, способный на поступок, то ему и следует отправиться на встречу с Солоццо якобы лишь для получения обещания, что отца не убьют, а на встрече он убьёт Солоццо и Макклоски. План Майкла принимается и ему удается неожиданным ударом расправиться с главным двигателем войны, а также с продажным полицейским. Майкл покидает Америку. Прикормленные Корлеоне газетчики освещают коррупцию и теневые заработки Макклоски, полицейские власти вынуждены умерить свой пыл, расследуя обстоятельства убийства капитана в компании отпетого гангстера... Но между кланом Корлеоне и Пятью семьями начинается неумолимая война, которая заходит в тупик.
Майкл укрывается на Сицилии, где живёт под чужим именем в поместье одного из давних друзей отца и мается бездельем. Случайно он встречает прекрасную местную девушку и, несмотря на то, что в Америке его ждет, мучаясь от безвестности, давняя возлюбленная и сокурсница Кей Адамс, влюбляется в Аполлонию. После стремительного ухаживания Майкл женится и проводит несколько сладостных недель медового месяца со своей юной женой. Однако враги Корлеоне организуют покушение руками одного из охранников Майкла, Фабрицио. Но вместо Майкла погибает беременная Аполлония...
Тем временем, в Нью-Йорке после нескольких недель затишья, убивают Сонни Корлеоне: вспыльчивый Сонни опрометчиво покидает поместье без охраны, спеша на защиту своей сестры Конни, которую в очередной раз избил Карло, её муж. Дон Корлеоне, едва оправившись от ран, поднимается с постели и собирает глав самых крупных американских «семей» с призывом прекратить войну. Ему приходится принять условие дона Барзини о поддержке наркотрафика и примириться с доном Татталья. Своим тонким умом дон Корлеоне давно понял, что именно Барзини с самого начала стоял за Татталья и Солоццо, и что он мечтает занять место Корлеоне.
Затем дону Корлеоне удаётся снять с Майкла обвинение в убийстве Солоццо и Макклоски. Вернувшись в Нью-Йорк, Майкл в течение трёх лет перенимает опыт у отца, удалившегося от дел, вникает в особенности бизнеса, обрастает связями. Он женится на Кей Адамс, поставив ей только одно условие: никогда не спрашивать его о делах. Отец начинает передавать Майклу дела, постепенно открывая перед ним огромную сеть коррупционных, личных и вполне легальных связей, которую он держит в своих руках. Майкл и сам понимает, что перемирие с представителями враждебных синдикатов — мера вынужденная и временная: «Месть — это блюдо, которое нужно подавать холодным». Но сделать из Майкла дона требует время, также Корлеоне надо постепенно перевести свой бизнес в Лас-Вегас, когда обе эти цели будут достигнуты, они смогут отомстить. Тем не менее сам Крёстный отец нарушает их общие с сыном планы: он скоропостижно умирает от инфаркта.
Сразу после похорон старого дона Барзини и Татталья нарушают условие перемирия, размещая букмекеров на территории Корлеоне. Старый друг юности его отца, капорежиме Тессио предлагает организовать встречу Барзини и Корлеоне на своей территории. Но ещё при своей жизни отец предугадал план Барзини: найти предателя в рядах Корлеоне, пригласить  Майкла на встречу и убить его там. Поэтому, несмотря на смерть отца, Майкл готов: у него уже давно есть новый капорежиме, Рокко Лампоне, он владеет всей информацией и готов к мести. В день встречи с Барзини люди Корлеоне расправляются с самим Барзини, Филиппом Татталья, несколькими их подручными. Тессио уличен в предательстве и показательно казнен. В этот же день убивают бывшего телохранителя Майкла на Сицилии, Фабрицио. Наконец, последним расправляются с Карло Рицци, мужем Конни: и старый дон, и Майкл давно поняли, что в день гибели Сонни Карло не случайно избил жену, он сделал это, подкупленный Барзини, чтобы выманить Сонни. Дон Майкл обретает репутацию главы самого мощного клана США.
Корлеоне продают свой бизнес и имущество в Нью-Йорке и окончательно перебираются в Лас-Вегас.
Кей, жена Майкла, позже всех осознает произошедшую с её мужем перемену. Но в конце-концов и Кей признает над собой власть Майкла. Она принимает католичество и неустанно молится за спасение души своего мужа.

## Художественные особенности

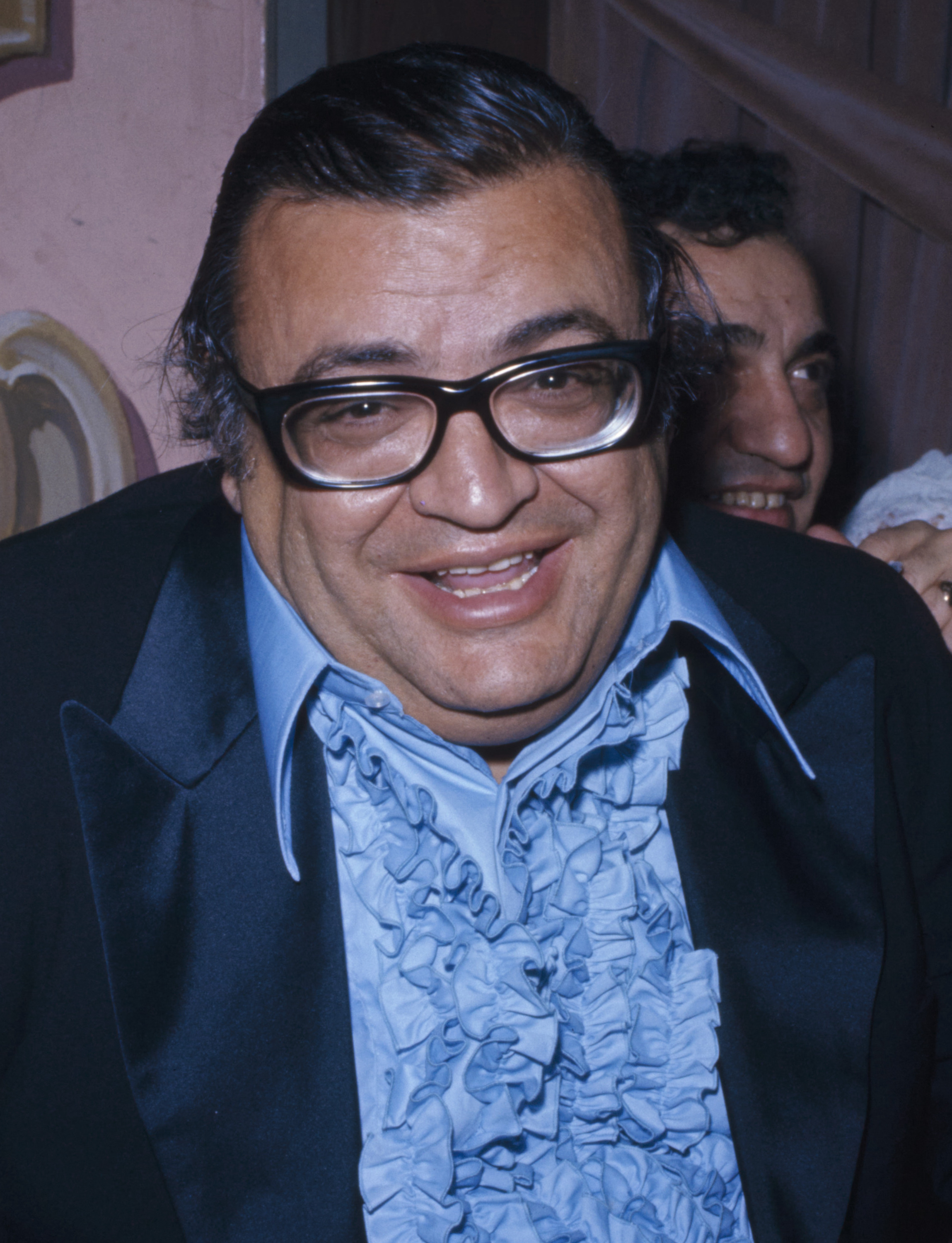
Марио Пьюзо в 1972 году

Произведения, рассказывающие о деятельности мафиозных структур и их влиянии на общество, выходили в свет задолго до появления книги Марио Пьюзо; многие из них были написаны на основе архивов полиции и могли использоваться автором «Крёстного отца» в качестве рабочих материалов, помогающих насытить роман необходимыми подробностями. Впрочем, в отличие от других писателей, Пьюзо отказался как от документальной хроники, созданной на основе криминальных очерков, так и от «канонического изображения» жизни гангстеров со стрельбой и погонями. Одним из первых среди литераторов он показал, как формируется иерархия в семейных кланах, каков механизм управления при принятии решений и их выполнении, познакомил читателей с жизненным укладом преступных синдикатов. Исследователи предполагают, что «художественная убедительность» романа связана с хорошим знанием темы: детство Пьюзо прошло в итальянских кварталах Нью-Йорка.
По замечанию журналиста и писателя Петра Вайля, в основе «Крёстного отца» — не «гангстерский колорит», а «добротная основательность семейной эпопеи», сближающая роман Пьюзо с «Сагой о Форсайтах» Джона Голсуорси и «Семьёй Тибо» Роже Мартена дю Гара. В жизни дона Корлеоне и членов его клана главное — это семья. В ней у каждого есть своя роль и свои обязанности; правила складываются десятилетиями:
Первенец назначается в преемники, младший идёт в люди, дочь испрашивает согласия на привязанности. Во главе стоит отец, начальник, судья, вершитель. Конкретно — классический американский self-made man, «сделавший себя» эмигрант, прошедший путь от оборванца-работяги до всесильного властелина, — Вито Корлеоне.
Один из принципов сицилийской семьи: «Своих мало, чужие — все». Внутри клана существуют исключительно сердечные отношения; свидетельством тому — мягкое обращение к родным (Санни, Фредди, Конни), сохранившиеся ритуалы, готовность принять тех, кто приходит в дом Корлеоне «ради избавления от риска личной ответственности, в поисках покоя и тепла». В час испытаний на защиту интересов семьи встают даже те, кто прежде демонстративно отстранялся от деятельности Крёстного отца. Поэтому роман, который на первых страницах напоминает стилистикой этнографические зарисовки или «физиологический очерк», ближе к финалу обретает черты «трагедии высокого стиля».

## Герои

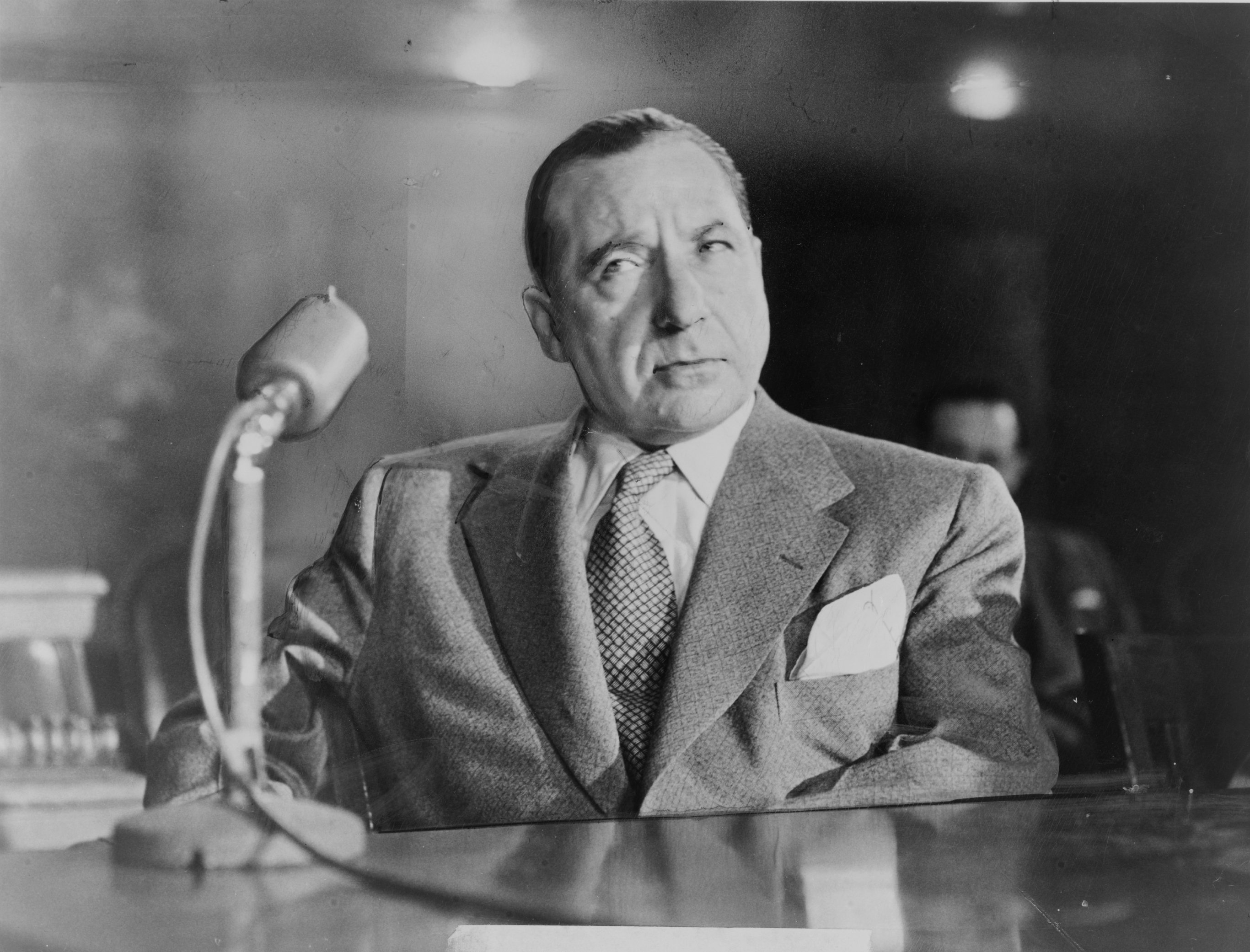
Фрэнк Костелло — один из предполагаемых прототипов дона Корлеоне

Среди исследователей нет единого мнения относительно возможного прототипа дона Вито Корлеоне. По словам историка и журналиста-международника Игоря Геевского, сам образ главного героя — собирательный, однако в нём заметны черты некоторых реальных представителей криминального мира — речь, в частности, идёт о «премьер-министре мафии» Фрэнке Костелло (их объединяет стремление расширять влияние с помощью внедрения «своих» людей в политические структуры), а также Вито Дженовезе, который, подобно романному Крёстному отцу, после покушения решил передать бразды правления сыну. В то же время Пётр Вайль обнаруживает сходство дона Корлеоне с литературным персонажем — королём Лиром.

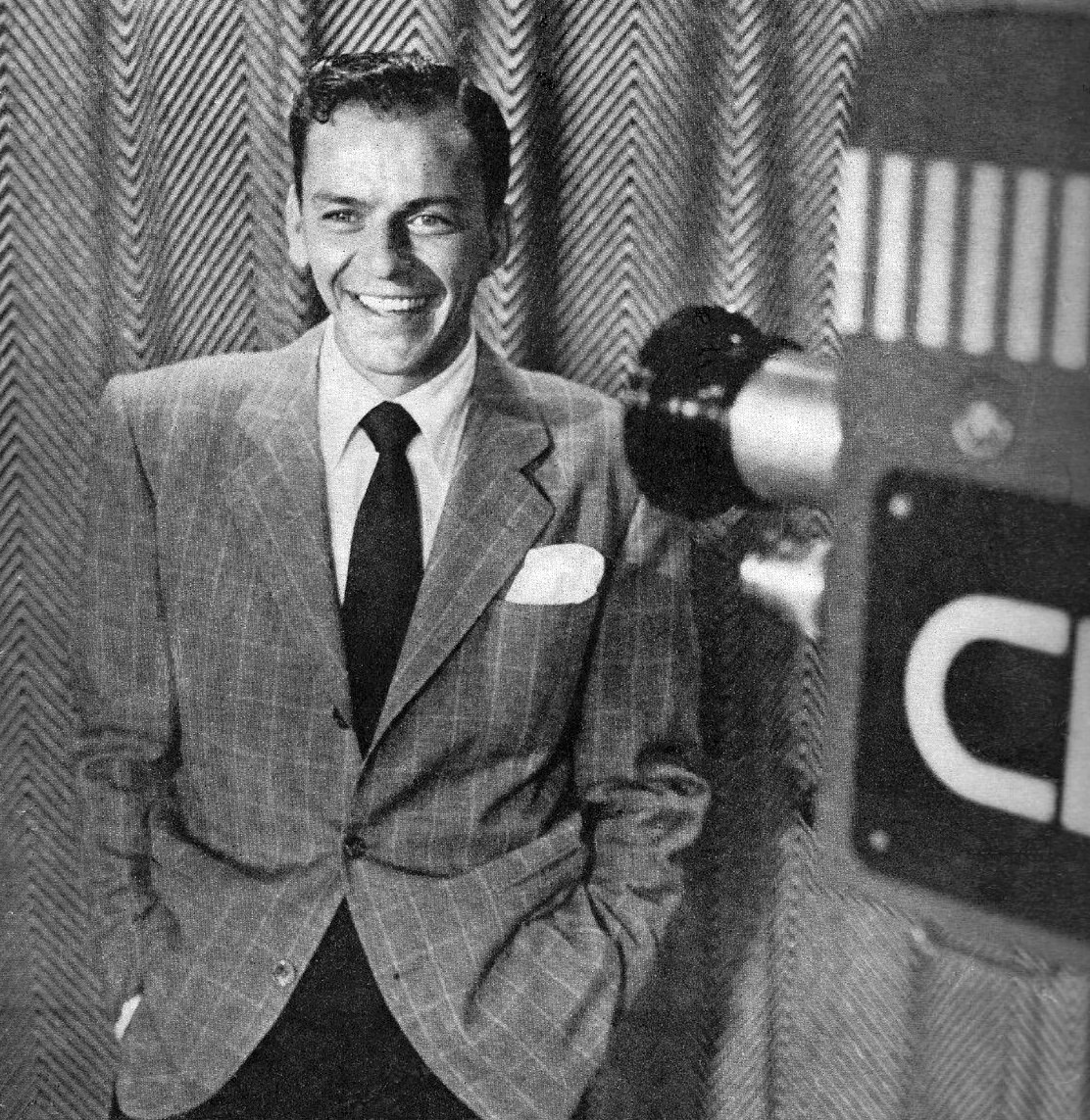
Фрэнк Синатра

В биографии Крёстного отца воплотилась «история американской мафии»: Вито Корлеоне, как и реальные лидеры организованной преступности Костелло, Дженовезе, Лаки Лучано, начинал строительство своего клана с участия в уличных группах; затем основал легальный бизнес, под прикрытием которого осуществлялась масштабная криминальная деятельность; позже пытался сформировать цивилизованные отношения между конкурирующими «семьями»: «Время стрельбы и поножовщины прошло. Пора брать умом, изворотливостью, коль скоро мы деловые люди».
Каждый из сыновей дона Корлеоне обладает собственными качествами. Старший Сантино отличается горячим нравом, склонен к риску и не умеет просчитывать последствия своих действий. Младший Майкл — это образец жёсткой целеустремлённости и самообладания; он гораздо позже, чем Санни и Фред, подключается к семейным делам, однако лучше братьев понимает, какие цели стоят перед семьёй: «Санни — это вчерашний день мафии, Майкл — главарь нового типа».
К числу крестников дона Корлеоне относится популярный певец и актёр Джонни Фонтейн, получающий при поддержке семьи выгодные контракты и престижные профессиональные премии. По версии некоторых исследователей, этот персонаж напоминает Фрэнка Синатру, который был связан хорошими отношениями с чикагским гангстером Сэмом Джанканой. Существует легенда, что при встрече с Марио Пьюзо Синатра выразил недовольство из-за того, что некоторые элементы его биографии нашли отражение в романе: певцу, стремившемуся поддерживать имидж респектабельного исполнителя, «вредили разговоры о его связях со многими главарями мафии».

## Экранизация
В гангстерской драме «Крёстный отец», снятой Копполой в 1972 году по мотивам романа Марио Пьюзо, представлен, по словам критика и философа Павла Кузнецова, «самый масштабный образ отца-патриарха»; герой, воплощённый на экране Марлоном Брандо, «обладает сакральной властью и почти нечеловеческой харизмой». Дон Корлеоне заменяет собой американское правосудие, протестует против развития наркобизнеса, поддерживает отчаявшихся, даёт мудрые уроки своим преемникам.
Марио Пьюзо и Копполу неоднократно упрекали в идеализации мафии, но если они и делали это, то, возможно, вполне намеренно: гангстерский эпос стал ироническим парафразом традиционных семейных саг и саркастическим комментарием к эволюции человеческого рода в XX столетии.
Для киноведа Алексея Гусева в картине Копполы важна эволюция героя: режиссёр проследил путь от «бесшабашного сноровистого пацана», прибывшего в чужую далёкую страну, до «бога-вседержателя», способного подчинять себе самых влиятельных чиновников и политиков. Публицист «Независимого филологического журнала» Лоренцо Кьеза пишет, что посыл Копполы, представляющего семью «как объединяющую и авторитарную патриархальную структуру», вызвал определённые вопросы у критиков, считающих, что «защита этих коллективных и в то же время ограниченных ценностей — сама по себе консервативна».